# Гай Генуций Клепсина
Гай Гену́ций Клепси́на (лат. Gaius Genucius Clepsīna; умер после 270 года до н. э.) — римский политический деятель из рода Генуциев, двукратный консул Республики (в 276 и 270 годах до н. э.).

## Биография
Возможно, Гай Генуций был сыном консула 303 года до н. э. и младшим братом консула 271 года до н. э. Личное прозвище Гая Генуция — «Клепсина» (Clepsīna), — по-видимому, является эллинизмом и переводится с греческого как «вор, похититель».
В 276 году до н. э. Гай Генуций был избран консулом вместе с Квинтом Фабием Максимом Гургитом. Их консульство было отмечено эпидемией чумы в Риме. Второй раз Клепсина стал консулом в 270 году до н. э. вместе с Гнеем Корнелием Блазионом; в этом качестве последний одержал победу на Регием, за что был удостоен триумфа.

## Примечание
1. 1 2  L'Année épigraphique (AE). — 1927. — № 101, L'Année épigraphique (AE). — 1940. — № 59, L'Année épigraphique (AE). — 1940. — № 60